# Boleman István (tanár)
Dezséri Boleman István (Krzsichlice, Csehország, 1795. május 9. – Pozsony, 1882. július 12.) a pozsonyi evangélikus líceum igazgató-hittanára. Selmecen Petőfi Sándor tanára volt.

## Élete
Magyar nemes családból származott. Atyja, Boleman István lelkész volt, ki később a garamszegi evangélikus egyház lelkészévé választatott meg. Boleman István ekkor szüleivel régi honába költözött és középiskoláit Selmecen, a teológiát Pozsonyban és Tübingenben végezte; ezután Bercelen Baloghy Lajosnál volt nevelő s 1815. október 10.-én Losoncra a szónoklati tanszékre választatott meg a református iskolába; innét 1820-ban Selmecre a syntaxis tanárává, 1840-ben a pozsonyi líceum teológiai tanárává választatott.

## Elismerései
- 1869. január 14-én tanársága félszázados évfordulóján megkapta a Ferenc József-rend keresztjét.

## Művei
- Carmen Danieli Kanka rectori et professori primario. Schemnicii, 1814.
- Rhetorica ex indole sermonis explicita. Pestini. 1836. (és Uo. 1853.)
- A dicső szabadságra emelkedő oskola. Pozsony, 1848.
- Pál apostolnak a korinthusiakhoz irott első és második levele. Röviden magyarázta. Uo. 1861. Két kötet. Az első levél magyarázata.

Kéziratban: Grammatica latina e sermonis indole explicita; A nyelv természetéből megfejtett logica; Aesthetika.
Michnay Endre líceumi igazgató fölött mondott gyászbeszéde megjelent a pozsonyi ág. ev. Gymnasium Értesítőjében (1858); Nehány szó a dráma elméletéről (Uo. 1860.); irt a Prot. Jahrbuchba (1856.) és az Egyházi Reformba (1871) is czikkeket.